# Mangualde
Pour les articles homonymes, voir Mangualde (homonymie).
Mangualde est une ville et municipalité (en portugais : concelho ou município) du Portugal, située dans le district de Viseu et la région Centre.
Mangualde, d'origine médiévale, est aujourd'hui un actif centre agricole et commerçant.

## Géographie
Mangualde est limitrophe :
- au nord, de Penalva do Castelo,
- à l'est, de Fornos de Algodres,
- au sud-est, de Gouveia,
- au sud, de Seia,
- au sud-ouest, de Nelas,
- au nord-ouest, de Viseu.

## Histoire
La charte (en portugais : foral) de la municipalité a été octroyé en 1102 par Henri de Bourgogne (1066-1112), comte de Portugal.

## Démographie
| 1801   | 1849   | 1900   | 1930   | 1960   | 1981   | 1991   | 2001   | 2004   |
| ------ | ------ | ------ | ------ | ------ | ------ | ------ | ------ | ------ |
| 10 216 | 12 345 | 22 340 | 23 225 | 23 311 | 21 438 | 21 808 | 20 990 | 21 158 |

| 2011   | - | - | - | - | - | - | - | - |
| ------ | - | - | - | - | - | - | - | - |
| 19 880 | - | - | - | - | - | - | - | - |

## Économie

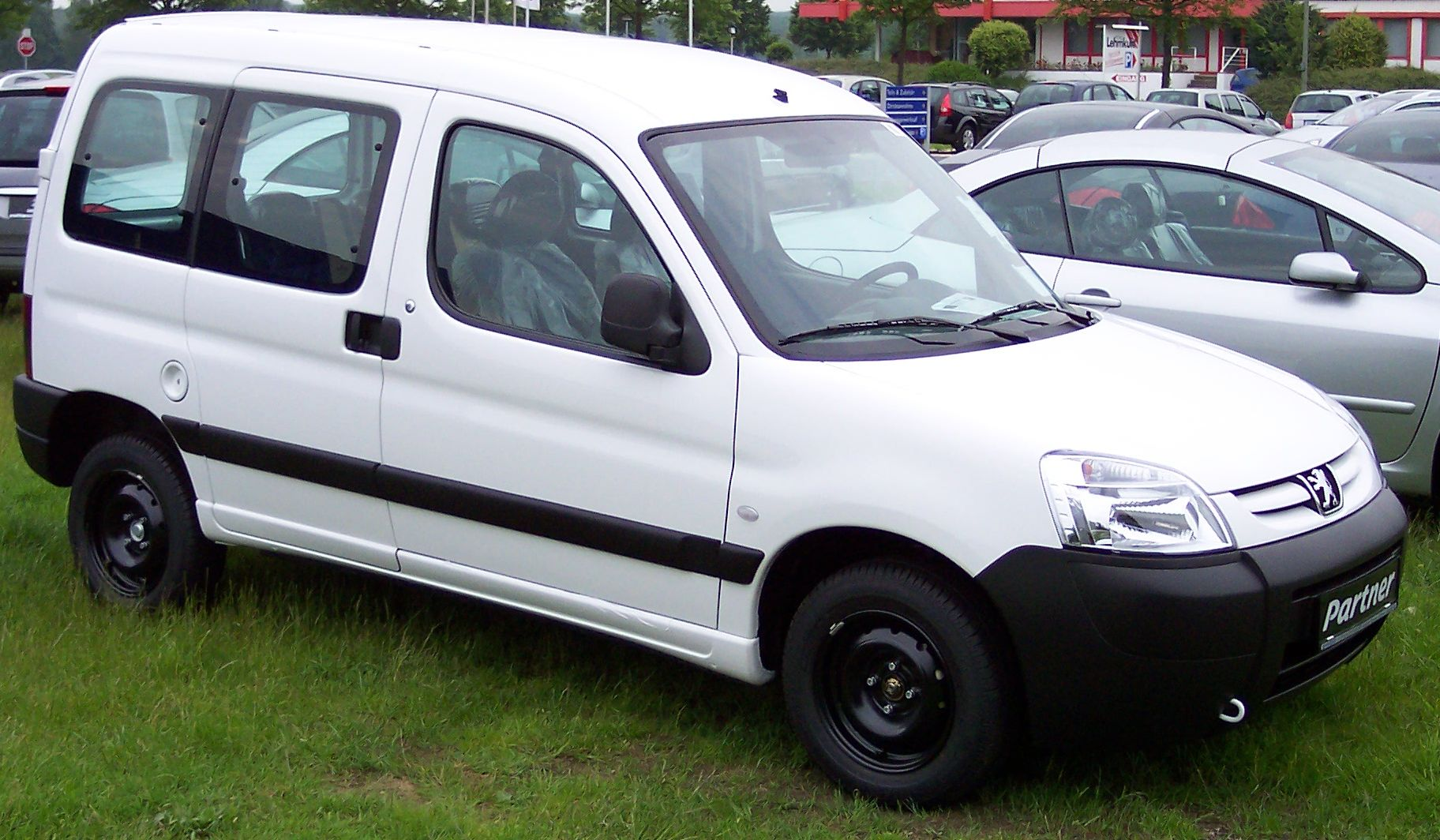
Le Peugeot Partner, produit à Mangualde

Une de ses principales ressources est le site industriel automobile de Peugeot-Citroën. Le 27 juillet 1990 à 16H00, le dernier exemplaire (mondial) de 2CV est sortie de la chaîne de production.

## Habitants célèbres
- La chanteuse Lio est native de Mangualde.

## Divers
La fête municipale est le 8 septembre.

## Subdivisions
La municipalité de Mangualde groupe 18 paroisses (freguesia, en portugais) :
- Abrunhosa-a-Velha
- Alcafache
- Chãs de Tavares
- Cunha Alta
- Cunha Baixa
- Espinho
- Fornos de Maceira Dão
- Freixiosa
- Lobelhe do Mato
- Mangualde
- Mesquitela
- Moimenta de Maceira Dão
- Póvoa de Cervães
- Quintela de Azurara
- Santiago de Cassurrães
- São João da Fresta
- Travanca de Tavares
- Várzea de Tavares